# 孙喜民
孙喜民（1971年10月—），男，汉族，山西芮城人，中华人民共和国政治人物，中国共产党党员。中国矿业大学毕业。曾任陕西省发展和改革委员会主任、党组书记。2025年3月任山东省政府党组成员、副省长。